# Lot-et-Garonne
Lot-et-Garonne (okcitansko Òlt e Garona, oznaka 47) je francoski departma, imenovan po rekah Lot in Garoni, ki tečeta skozenj. Nahaja se v regiji Nova Akvitanija.

## Zgodovina
Departma je bil ustanovljen v času francoske revolucije 4. marca 1790 iz delov nekdanjih provinc Akvitanije in Gaskonje. Leta 1808 se je iz njega izločilo nekaj kantonov, ki so prešli k novoustanovljenemu departmaju Tarn in Garoni.

## Geografija
Lot-et-Garonne (Lot in Garona) leži v vzhodnem delu regije Akvitanije. Na zahodu meji na departmaja Landes in Gironde, na severu na Dordogne, na vzhodu in jugu pa na departmaje regije Oksitanija Lot, Lot in Garono ter Gers.